# Zamarada lophobela
Zamarada lophobela là một loài bướm đêm trong họ Geometridae.